# Lista samolotów myśliwskich z rodziny Su-27
| Zdjęcie | Nazwa         | Kod NATO     | Typ                                   | Data Oblotu | Wersje                                                             | Liczba | Uwagi | Przypisy    |
| ------- | ------------- | ------------ | ------------------------------------- | ----------- | ------------------------------------------------------------------ | ------ | --- | ----------- |
|         | Su-27         | "Flanker"    | Myśliwiec przechwytujący              | 1977        | Su-27S Su-27P Su-27/UB Su-27SM Su-27SM2 Su-27SM3 Su-27SKM          |        | Su-27SM to ostatnia seryjna modyfikacja samolotu z 2004 roku. Samolot produkowany przez zakłady w Komsomolsku nad Amurem, obecnie wypierany przez produkcję SU-30. | [ 1 ]       |
|         | Su-30         | "Flanker-C"  | myśliwiec wielozadaniowy              | 1989        | Su-30K Su-30M2 Su-30SM Su-30MK Su-30MKI Su-30MKK Su-30MK3 Su-30MKM |        | Modyfikacja samolotu Su-27UB do dwumiejscowego myśliwca wielozadaniowego. Samolot głównie w wersjach eksportowych produkowany przez dwie odrębne linie produkcyjne. Zakłady w Irkucku produkują znacznie bardziej zaawansowany samolot, ze względu na awionikę, aerodynamikę oraz silniki ze sterowanym kierunkiem ciągu. Zakłady w Komsomolsku nad Amurem produkują uboższą wersję z gorszym wyposażeniem oraz właściwościami aerodynamicznymi. Oprócz rosyjskich zakładów samolot Su-30 jest również produkowany na licencji w Indiach. | [ 1 ]       |
|         | Su-33         | "Flanker-D"  | myśliwiec przewagi powietrznej        | 1987        | Su-33MK Su-33KUB                                                   | 24     | Wersja rozwojowa samolotu Su-27, przystosowana do zastosowania na lotniskowcach. 24 samoloty należące do Rosyjskiej Marynarki stacjonują na pokładzie jedynego rosyjskiego lotniskowca Admirał Kuzniecow. Su-33 w przyszłości ma zostać zastąpiony przez samoloty MIG-29K. | [ 1 ]       |
|         | Su-34         | "Fullback"   | Samolot szturmowy/Bombowiec taktyczny | 1990        | Su-34                                                              | 29     | Wersja szturmowo-bombowa. Nazwa eksportowa - Su-32. Produkowany w Nowosybirskie zakłady "NAPO". Docelowo w służbie Sił Powietrznych Federacji Rosyjskiej mają znajdować się 124 maszyny tego typu. | [ 1 ] [ 2 ] |
|         | Su-35         | "Flanker-E"  | myśliwiec wielozadaniowy              | 2008        | Su-27M/Su-35 Su-35UB Su-35S Su-35BM                                | 34     | Gruntowna modyfikacja Su-27. Samolot generacji 4+. Su-35S w stosunku do Su-27 charakteryzuje się powiększonymi skrzydłami, usterzeniem i wlotami powietrza, zmniejszono przekrój odbicia radarowego. Napęd stanowią dwa silniki z niezależnymi dyszami o wektorowanym ciągu, AL-37F Saturn 117S. Posiadają mniejsze wymagania w zakresie obsługi oraz dłuższy cykl życia. Radar N035 Irbis-E wyposażony w antenę z pasywnym skanowaniem fazowym, zdolny do śledzenia do 30 celów powietrznych, zwalczania do 8 celów jednocześnie lub śledzenia do 4 celów naziemnych bez przerywania skanowania przestrzeni powietrznej. Samolot posiada szklany kokpit, system Fly-by-wire, HOTAS i nawigację opartą na rosyjskim systemie GLONASS. Rosja zamówiła 48 sztuk z dostawami do 2015r. | [ 1 ]       |
|         | Su-37         | "Flanker-F"  | myśliwiec wielozadaniowy              | 1996        | Su-37                                                              | 2      | Rozwinięcie myśliwca Su-27 do myśliwca generacji 4+. Projekt wstrzymano. 1 egzemplarz utracono. | [ 1 ]       |
|         | Shenyang J-11 | "Flanker-B+" | myśliwiec przewagi powietrznej        | 1998        | J-11A J-11B J-11BH                                                 | 400    | Chińska nielegalna kopia myśliwca Su-27SK. Samoloty posiadają lokalnie produkowane silniki WS-10A, które są kopią rosyjskich silników Klimov RD-33 używanych w samolotach MiG-29. Lokalnie produkowany radar, cyfrową awionikę i zintegrowane chińskie pociski rakietowe. Opracowano też kopię samolotów Su-33, pod oznaczeniem J-15 dla pierwszego chińskiego lotniskowca Liaoning. | [ 1 ] [ 3 ] |